# Königshorst (Wustrow)
Königshorst ist ein Dorf im niedersächsischen Wendland und ein Ortsteil der Stadt Wustrow (Wendland).

## Geographie
Der Ort liegt etwa einen halben Kilometer nordöstlich der Kernstadt Wustrow.

## Geschichte
In einem Schreiben der Königlich Hannoverschen Domänenkammer vom 20. Januar 1843 wird der Name Königshorst festgelegt: Wir eröffnen dem Amte Wustrow hierdurch, daß des Königs Majestät geruhet haben, der aus der Vereinigung der Vorwerke Wustrow, Banneick und Lüchow gebildeten Domaine mit dem neuen Gehöft den gemeinschaftlichen Namen Königshorst beizulegen.
Für das Jahr 1848 wird angegeben, dass Königshorst sieben Wohngebäude hatte, in denen 83 Einwohner lebten. Zu der Zeit war der Ort nach Wustrow eingepfarrt, wo sich auch die Schule befand.
Am 1. Dezember 1910 hatte der Gutsbezirk Königshorst im Kreis Lüchow 145 Einwohner.